# 澳門特別行政區行政長官辦公室
行政長官辦公室（葡萄牙語：Gabinete do Chefe do Executivo，葡文縮寫：GCE），是在技術及其他方面，輔助行政長官履行職責的機構，由主任、私人助理、顧問、私人秘書、翻譯人員和技術及行政輔助人員組成。

## 辦公地點
當何厚鏵於1999年5月當選澳門特別行政區第一任行政長官後，便開始著手籌備成立澳門特別行政區政府的各項工作，其中包括物色主要官員人選、組建司法機關，並從澳葡政府體系中借調部分人員協助工作。而位於新口岸新填海區的大豐銀行大廈（當時只有該銀行佔用部份樓層，其餘全部空置）便成為了何厚鏵在當選行政長官後的臨時辦公地點。
澳門特別行政區成立後，原澳門總督府進行大規模維修，至2001年完成。行政長官辦公室也從大豐銀行大廈遷回該處，成為澳門特別行政區政府總部。

## 歷屆主任
- 何永安（1999年12月20日—2009年12月19日）
- 譚俊榮（2009年12月20日—2014年12月19日）
- 柯嵐（2014年12月20日—2019年12月19日）
- 許麗芳（2019年12月20日—2024年12月19日）
- 陳格（2024年12月20日—）

## 外部連結
- 官方网站
- YouTube上的澳門特別行政區行政長官辦公室頻道